# 拉烏尼翁 (科潘省)
拉烏尼翁（西班牙語：La Unión），是洪都拉斯的城鎮，位於該國西部，由科潘省負責管轄，始建於1895年，面積214.5平方公里，海拔高度778米，2001年人口11,401，人口密度每平方公里53.15人。
14°40′0″N 88°54′0″W / 14.66667°N 88.90000°W